# Robert Geenens
Robert Hector Geenens (Sint-Amandsberg 20 augustus 1896 - Antwerpen 6 februari 1976) was een Belgische magisch realistisch kunstschilder, graficus en ontwerper van theaterdecors en muurschilderingen.

## Biografie
Robert Geenens had van jonge leeftijd al een levendige fantasie, maar mocht van zijn ouders niet naar de academie. In zijn droom naar avontuur ging daarom varen op het bekende school- en vrachtschip L'Avenir. waar hij een diploma officier van de lange omvaart behaalde en de ganse wereld rondreisde. Later zou hij ook officier worden op de befaamde Congoboten van de Compagnie Maritime Belge en bij andere rederijen.
Zijn passie was echter schilderen.
Tijdens de Eerste Wereldoorlog verbleef hij werkloos in Nederland, hij maakte aquarellen en had hij de mogelijkheid een jaar lessen te volgen aan de Kunstacademie van Rotterdam. Op het einde van de oorlog ging hij ook een jaar aan de academie van Gent studeren om daarna terug op zee te gaan.
Hij stopte in 1930 met zijn loopbaan als officier van de lange omvaart om zich aan de kunst te wijden. Hij trouwde en ging definitief in Antwerpen wonen.
Hij kon voor het eerst exposeren in Gent in 1932, met landschappen en marines die reeds een zekere poëtische inslag vertonen. Later ging hij dichter aanleunen bij het surrealisme, hoewel hij zich zelf geen surrealistische schilder noemde. Geenens was filosofisch ingesteld, hij wilde met zijn kunst het gewone volk bereiken en was niet ambitieus. Hij maakte naast landschappen en marines ook allegorische composities, portretten, zoals het portret van Maurice Houyoux  en stillevens.  Zijn werken vertonen een zeker continuïteit wat droom en fantasie en poëzie betreft, zelfs wanneer hij naar het abstracte overgaat. Zijn fantasierijke landschappen werden aangevuld met symbolische elementen zoals een arend of een vrouwelijk mystiek figuur.
Zijn werk sluit nauw aan het Magisch Realisme, de kunstrichting waarin hij zichzelf situeerde.
Hij was een belangrijk vertegenwoordiger van de kunstbeweging "Fantasmagie", waarvan hij in 1958 een van de medestichters was.
Omdat hij moeilijk in te passen was in één bepaalde kunstrichting en experimenteerde tussen het abstracte en figuratieve, tussen droom, fantasie en werkelijkheid, noemde Albert Dusar hem een avonturier in de kunst.
Hij was een belezen persoon, perfect tweetalig,  en scheef artikelen in het Franstalige "Marine" en in het Nederlandstalige "Periscoop".
In 1943 maakte Karel Hooremans een monografie over hem en beschrijft hem als vertegenwoordiger van het magisch realisme.
Geenens ontwierp ook theaterdecors en decoratieve muurschilderingen voor onder andere het Casa da Portugal en het Braziliaans consulaat in Antwerpen.
In 1950 won hij de Constant Montaldprijs voor zijn decoratieontwerp "De Oogst" voor het Landbouwinstuut van Vilvoorde.

## Musea
De ontmoeting 1967, Antwerpen:  KMSKA 
Collages,  Kemzeke: Verbeke Foundation,
Affiche "Het atelier" 1957 , Antwerpen: Letterenhuis 